# Bahnstrecke Lidköping–Kvänum
Die Bahnstrecke Lidköping–Kvänum (schwed. Lidköping–Kvänums järnväg) war eine projektierte schmalspurige Eisenbahnstrecke in Skaraborgs län in Schweden. Die Strecke sollte in der Spurweite von 891 mm ausgeführt werden.
Die Strecke sollte nach den Planungen von Lidköping in südlicher Richtung über Hofby, Norra Härene, Salsby, Jung und Kvänum zum Bahnhof Kvänum an der Bahnstrecke Göteborg–Skara führen und eine Länge von 25,9 Kilometer haben. Die Baukosten waren mit 800.000 Kronen berechnet, davon sollten 80.000 Kronen auf die Fahrzeuge entfallen.
Die Konzession wurde am 12. April 1907 erteilt, mit dem Bau wurde nicht begonnen.
Den Konzessionsinhabern wurde daraufhin eine weitere Frist gewährt, nach der 1912 der Bau beginnen sollte. 1915 sollte die Strecke in Betrieb gehen.
Nachdem die Bauarbeiten in den folgenden Jahren nicht ausgeführt wurden, verfiel die Konzession.